# Pouilly-lès-Feurs
 Pouilly-lès-Feurs  es una población y comuna francesa, situada en la región de Ródano-Alpes, departamento de Loira, en el distrito de Montbrison y cantón de Feurs.

## Demografía
| 719 | 842 | 842 | 953 | 1021 | 989 |
| Para los censos de 1962 a 1999 la población legal corresponde a la población sin duplicidades (Fuente: INSEE [Consultar]) |     |     |     |      |     |